# Friedrich Haberkorn
Friedrich Haberkorn (* um 1780; † 24. September 1826 in Amsterdam) war ein deutscher Sänger, Schauspieler und Theaterdirektor.

## Leben
Friedrich Haberkorn war seit 1815 mit der Schauspielerin Auguste Louise (* um 1785; † Sommer 1826 in Amsterdam), eine Tochter des Theaterdirektors Friedrich Schirmer (1766–1817) verheiratet; von ihren sechs Kindern sind namentlich bekannt:
- Friedrich Heinrich Haberkorn (* 1824 in Amsterdam; † unbekannt);
- Wilhelm Haberkorn, Schauspieler in Amsterdam;
- Auguste Haberkorn, Schauspielerin in Amsterdam, verheiratet mit Jan Antonie Putman[4].

Am 1. Mai 1818 leitete er das Deutsche Theater in der Straße Amstel in Amsterdam; im Laufe der Jahre entwickelte sich das Theater und wurde immer erfolgreicher.